# Mitsunori Yoshida
Mitsunori Yoshida (født 8. marts 1962) er en japansk fodboldspiller.

## Japans fodboldlandshold
| Japans landshold | Japans landshold | Japans landshold |
| År               | Kmp              | Mål              |
| ---------------- | ---------------- | ---------------- |
| 1988             | 1                | 0                |
| 1989             | 10               | 1                |
| 1990             | 0                | 0                |
| 1991             | 0                | 0                |
| 1992             | 8                | 0                |
| 1993             | 16               | 1                |
| Total            | 35               | 2                |